# Hermes DVS in het seizoen 1957/58
Het seizoen 1957/1958 was het vierde jaar in het bestaan van de Schiedamse betaaldvoetbalclub Hermes DVS. De club kwam uit in de Eerste divisie B en eindigde daarin op de 12e plaats. Tevens deed de club mee aan het toernooi om de KNVB Beker, hierin werd in de tweede ronde, op basis van de uitspelende ploeg, verloren van HVC.

## Wedstrijdstatistieken

### Eerste divisie B
|       | Eindhoven | Fortuna | Haarlem | Helmondia '55 | KFC   | Leeuwarden | Limburgia | RCH   | Rigtersbleek | SHS   | Sittardia | Stormvogels | De Volewijckers | Wageningen | Xerxes |
| ----- | --------- | ------- | ------- | ------------- | ----- | ---------- | --------- | ----- | ------------ | ----- | --------- | ----------- | --------------- | ---------- | ------ |
| Thuis | 3 – 1     | 1 – 1   | 1 – 0   | 0 – 1         | 0 – 1 | 2 – 3      | 3 – 1     | 1 – 2 | 0 – 0        | 1 – 2 | 2 – 2     | 0 – 4       | 2 – 0           | 0 – 0      | 1 – 2  |
| Uit   | 3 – 2     | 3 – 6   | 1 – 2   | 1 – 2         | 1 – 1 | 6 – 4      | 1 – 1     | 2 – 2 | 2 – 6        | 5 – 3 | 5 – 2     | 3 – 1       | 0 – 1           | 2 – 4      | 3 – 1  |

### KNVB Beker
| 1e ronde                                  | Hermes DVS                                      | 4 – 0 (3 – 0)                      | Delft |
| 26 december 1957 Plaats: Schiedam Damlaan | Frans van de Burg 10', 47' Gidi Jacobs 15', 22' |                                    |       |
| 2e ronde                                  | Hermes DVS                                      | 0 – 0 Winst voor uitspelende ploeg | HVC   |
| 30 april 1958 Plaats: Schiedam Damlaan    |                                                 |                                    |       |

## Statistieken Hermes DVS 1957/1958

### Eindstand Hermes DVS in de Nederlandse Eerste divisie B 1957 / 1958
| Stand | Gespeeld | Gewonnen | Gelijk | Verloren | Punten | Doelpunten voor | Doelpunten tegen |
| ----- | -------- | -------- | ------ | -------- | ------ | --------------- | ---------------- |
| 12e   | 30       | 10       | 7      | 13       | 27     | 55              | 58               |

### Topscorers
| #                    | Naam               | Goal |
| -------------------- | ------------------ | ---- |
| 1.                   | Cock van der Tuijn | 12   |
| 2.                   | Frans Mijnsbergen  | 10   |
| 2.                   | Wim van Zuijlekom  | 10   |
| 4.                   | Frans van den Burg | 7    |
| 5.                   | Gidi Jacobs        | 6    |
| 6.                   | Nico Boot          | 4    |
| 7.                   | Aad van Diest      | 1    |
| 7.                   | Bep Weeda          | 1    |
| 7.                   | Cor van der Zee    | 1    |
| Onbekende doelpunten |                    |      |
| –                    | Onbekend           | 3    |
| Totaal               | Totaal             | 55   |

| #      | Naam              | Goal |
| ------ | ----------------- | ---- |
| 1.     | Frans van de Burg | 2    |
| 1.     | Gidi Jacobs       | 2    |
| Totaal | Totaal            | 4    |